# Tarnowo Podgórne
Tarnowo Podgórne è un comune rurale polacco del distretto di Poznań, nel voivodato della Grande Polonia.
Ricopre una superficie di 101,4 km² e nel 2004 contava 17 743 abitanti.